# Sequoia Capital
Sequoia Capital ist eine 1972 von Don Valentine gegründete Risikokapital-Beteiligungsgesellschaft, die in Startup-IT-Unternehmen investiert. Nach Auskunft von Sequoia bilden diejenigen Unternehmen, in die die Gesellschaft bereits investiert hat, etwa 20 Prozent des NASDAQ ab.
Sitz des Unternehmens ist die Sand Hill Road im kalifornischen Silicon Valley. Der Name Sequoia (engl. Sequoia „Mammutbaum“) verweist auf Kalifornien, Sequoia-&-Kings-Canyon-Nationalparks. Ab 1972 finanzierte Sequoia mehrere Unternehmen, darunter Atari, Animoca Brands, FireEye, Yahoo, PayPal, Robinhood, Electronic Arts, YouTube, Meebo, Apple, WhatsApp, Instagram und Google.

## Geschichte
Sequoia Capital wurde 1972 vom US-amerikanischen Wagniskapitalgeber Don Valentine im kalifornischen Menlo Park gegründet. Mitte der 1990er-Jahre übergab Valentine die Leitung an Doug Leone und Michael Moritz. 1999 expandierte das Unternehmen nach Israel. 2005 gründete Sequoia Capital sein chinesisches Pendant. Im Jahre 2006 kaufte man das indische Unternehmen Westbridge Capital Partners.
Im Jahre 2015 erntete Michael Moritz öffentlich Kritik für eine Aussage zur fehlenden Zusammenarbeit mit weiblichen Investitionspartnern. Er hatte in einem Interview gesagt, Sequoia Capital wäre nicht bereit, seine Standards für Frauen zu senken. Im Jahre 2016 fand sich mit Jess Lee schließlich die erste weibliche Investitionspartnerin.